# Jürgen Strube
Pour les articles homonymes, voir Strube.
Jürgen Friedrich Strube, né le 19 août 1939 à Bochum, est un gestionnaire allemand. Il à notamment été à un poste de direction principal de BASF SE de 1990 à 2003, puis à son conseil de surveillance de 2003 à 2009.
Il est le président du groupe de pression et syndicat patronal BusinessEurope de 2009 à 2013.